# 科特利亞里夫卡 (札波羅熱州)
科特利亞里夫卡（羅馬化：Kotliarivka）是位於烏克蘭南部扎波羅熱州別爾江斯克區切爾尼希夫卡市鎮的村莊。該村距離普羅斯托雷4.5公里，始建於1826年，面積0.38平方公里，海拔高度191米，2001年人口3。